# Hackenberg (Wien)
Der Hackenberg ist ein 306 Meter hoher Berg im Bezirksteil Sievering des 19. Wiener Gemeindebezirks Döbling.
Der Hackenberg besteht am Gipfel aus Flysch-Sandstein, der an seinem Ostfuß von jüngeren marinen Sanden und Schottern bedeckt wird. Im Nordosten wird der Berg vom Arbesbach, im Südwesten vom Krottenbach umflossen. Beide Flüsse werden heute jedoch in diesem Bereich als Bachkanal geführt. Die Ausläufer des Berges nach Osten verlaufen bis zur Krim (Oberdöbling). Der Hackenberg wurde erstmals 1305 in einer Kaufurkunde für Herzog Rudolf als „hakkenperge“ genannt. Der Name entstammt der alten Wiesenmaß Haken. Die ursprüngliche Herleitung des Namens vom Personennamen Hacko wurde inzwischen verworfen. Am südwestlichen Hang des Hackenbergs lag im Mittelalter inmitten von Weingärten der Ort Chlaintzing, der jedoch heute nur noch als Wüstung bekannt ist. Heute wird der Hackenberg insbesondere von Kleingartensiedlungen bedeckt, es haben sich aber auch noch einige Weingärten erhalten. Unterhalb des Gipfels, der Krottenbachstraße zu, befindet sich der Wasserbehälter Hackenberg der Wiener Wasserversorgung. Am südwestlichen Abhang liegt seit 1883 der Sieveringer Friedhof.